# Katrina Lehis
Katrina Lehis (Haapsalu, 19 de diciembre de 1994) es una deportista estonia que compite en esgrima, especialista en la modalidad de espada.
Participó en los Juegos Olímpicos de Tokio 2020, obteniendo dos medallas, oro en la prueba por equipos (junto con Julia Beljajeva, Irina Embrich y Erika Kirpu) y bronce en la prueba individual. En los Juegos Europeos de Bakú 2015 obtuvo una medalla de plata en la prueba por equipos.
Ganó una medalla de plata en el Campeonato Mundial de Esgrima de 2025 y tres medallas en el Campeonato Europeo de Esgrima entre los años 2015 y 2025.

## Palmarés internacional
| Juegos Olímpicos   | Juegos Olímpicos  | Juegos Olímpicos  | Juegos Olímpicos   |
| Año                | Lugar             | Medalla           | Prueba             |
| ------------------ | ----------------- | ----------------- | ------------------ |
| 2020               | Tokio (Japón)     | Medalla de oro    | Espada por equipos |
| 2020               | Tokio (Japón)     | Medalla de bronce | Espada individual  |
| Campeonato Mundial |                   |                   |                    |
| Año                | Lugar             | Medalla           | Prueba             |
| 2025               | Tiflis (Georgia)  | Medalla de plata  | Espada individual  |
| Juegos Europeos    |                   |                   |                    |
| Año                | Lugar             | Medalla           | Prueba             |
| 2015               | Bakú (Azerbaiyán) | Medalla de plata  | Espada por equipos |
| Campeonato Europeo |                   |                   |                    |
| Año                | Lugar             | Medalla           | Prueba             |
| 2015               | Montreux (Suiza)  | Medalla de plata  | Espada por equipos |
| 2018               | Novi Sad (Serbia) | Medalla de oro    | Espada individual  |
| 2025               | Génova (Italia)   | Medalla de plata  | Espada individual  |